# Dekanat Miejsce Piastowe
Dekanat Miejsce Piastowe – jeden z dekanatów archidiecezji przemyskiej, w archiprezbiteracie krośnieńskim.

## Historia
Dekanat został utworzony 18 maja 2003 roku, decyzją abpa Józefa Michalika. W skład nowego dekanatu weszły parafie z wydzielonego terytorium dekanatów:
- rymanowskiego – Miejsce Piastowe, Pustyny, Rogi.
- krośnieńskiego III – Łężany, Targowiska, Wrocanka.
- dukielskiego – Lubatowa, Równe.

Dziekanem jest ks. Tadeusz Dudzik, proboszcz w Targowiskach.

## Parafie
- Lubatowa – pw. św. Stanisława Biskupa
- Lubatówka – pw. Najświętszej Maryi Panny Matki Kościoła
- Łężany – pw. Matki Bożej Częstochowskiej
- Miejsce Piastowe – pw. Nawiedzenia Najświętszej Maryi Panny (Michalici)
- Pustyny – pw. Niepokalanego Serca Najświętszej Maryi Panny
- Rogi – pw. św. Bartłomieja
- Równe – pw. św. Mikołaja Biskupa
- Targowiska – pw. św. Małgorzaty
- Wrocanka – pw. Wszystkich Świętych